# الحسين الكرابيسي
أَبُو عَلِيٍّ الْحُسَيْنُ بْنُ عَلِيِّ بْنِ يَزِيدَ بْنِ عَبْدِ الرَّحْمَنِ بْنِ أَبَانَ بْنِ عُثْمَانَ بْنِ عَفَّانَ الْبَغْدَادِيُّ الْكَرَابِيسِيُّ الشَّافِعِيُّ ويُعرف اختصارًا بـ الحسين الكرابيسي أو الكرابيسي (غير معروف – 248هـ / 862م)، فقيه عراقي، وصاحب الإمام الشافعي وأحد رواة مذهبه القديم في العراق. تفقه أولاً على مذهب أهل الرأي، ثم تفقه للشافعي حتى صار أشهر أصحابه بإثبات مجلسه وأحفظهم لمذهبه. قال الإمام أبو عاصم العبادي: لم يتخرج على يد الشافعي  بالعراق مثل الحسين. وقال: كان من أعيان الحفاظ، وجلة الفقهاء المتقدمين في معرفة الأصول، والمحققين عند النظر. وقال النووي: وكان متكلماً، عارفاً بالحديث، أخذ عنه الفقه خلق كثير، له تصانيف كثيرة في أصول الفقه، وفروعه، وصنف أيضاً في الجرح والتعديل، وغيره. وتردد اسم الكرابيسي في معظم كتب المذهب، وكان ثقة ثبتاً فيه.

## مصنفاته
للكرابيسي مصنفات كثيرة في الأصول، والفروع، والرجال وغيرها، والذي ذكره المؤرخون منها:
1. «كتاب في المقالات»، قال الخطيب والد الإمام فخر الدين الرازي في كتابه «غاية المرام»: على كتابه في المقالات معول المتكلمين في معرفة مذهب الخوارج وسائر أهل الأهواء.
2. «كتاب الشهادات» ذكره ابن السبكي، ونقل منه جملة من الفوائد.
3. أسماء المدلسين.
4. كتاب الإمامة.

## من رواياته
1. ذكر العبادي أن الكرابيسي روى عن الشافعي جواز بيع الحنطة بدقيقها وعدم جواز بيع السويق بالحنطة، فقيل للمزني هذا، فقال: هذا لا يعرف – أي عن الشافعي – وأنكر روايته. قال العبادي: وإنما قاله المزني لأنه لم يسمع كتب الشافعي القديمة التي وضعها بالعراق، وهذا منقول عن القديم.
2. روى الكرابيسي عن الشافعي أنه قال: من استدان، فادعى بعده أنه معسر، أن القول قوله، لأن المال غاد ورائح.
3. قال الكرابيسي: إن قال قائل: أجيز شهادة واحد وجبت استتابته، فإن تاب وإلا قتل. ذكره في سياق الرد على من قبل شهادة الواحد، وفيها كلام نفيس.

## وفاته
مات الكرابيسي سنة ثمان وأربعين (248هـ) وقيل سنة خمس وأربعين ومائتين (245هـ).